# Yoeri Havik
Yoeri Havik (* 19. Februar 1991 in Zaandam) ist ein niederländischer Radrennfahrer, der der Bahn und Straße aktiv ist.

## Sportliche Laufbahn
Yoeri Havik wurde 2006 auf der Bahn niederländischer Meister im Omnium der Jugendklasse. In der Saison 2008 wurde er Junioren-Meister im Punktefahren und im Zweier-Mannschaftsfahren. Bei den U23-Bahneuropameisterschaften 2011 gewann er mit Nick Stöpler die Bronzemedaille im Zweier-Mannschaftsfahren. 2014 und 2015 wurde er gemeinsam mit Dylan van Baarle nationaler Meister im Zweier-Mannschaftsfahren. Zudem gewann er bis 2018 fünf Sechstagerennen, 2011 das von Tilburg mit Stöpler, 2014 das von Amsterdam mit Niki Terpstra, 2017 und 2018 mit Wim Stroetinga das in Berlin sowie ebenfalls 2018 das in London. Bei den Europaspielen 2019 errang er mit Jan-Willem van Schip Silber im Zweier-Mannschaftsfahren. Zudem errang er hinter Schrittmacher René Kos bei den Derny-Europameisterschaften Silber. 2020 gewann Havik beim Lauf des Weltcups 2019/20 in Minsk das Omnium und mit Jan-Willem van Schip das Zweier-Mannschaftsfahren, mit Wim Stroetinga siegte er beim Sechstagerennen von Rotterdam. 2021 wurde er mit Jan-Willem van Schip Europameister im Zweier-Mannschaftsfahren sowie vierfacher nationaler Meister auf der Bahn, in Ausscheidungsfahren, Punktefahren, Scratch und mit Cees Bol im Zweier-Mannschaftsfahren. 2022 errang er den Weltmeistertitel im Punktefahren.
Auf der Straße gewann Havik 2008 eine Etappe bei der Ronde van Antwerpen und den Omloop der Vlaamse Gewesten. 2012 entschied er eine Etappe der Tour de Normandie für sich. 2013 gewann er die ZLM Tour und den Himmerland Rundt, 2014 den Antwerpse Havenpijl.
2024 wurde Havik gemeinsam mit Jan-Willem van Schip für das Zweier-Mannschaftsfahren bei den Olympischen Spielen in Paris nominiert.

## Familie
Yoeri Havik ist ein Sohn des ehemaligen Radrennfahrers Henk Havik und der Enkel des vierfachen Steher-Weltmeisters Cees Stam. Dessen Sohn Danny Stam ist sein Onkel.

## Erfolge

### Bahn
2006
- Niederländischer Meister – Omnium (Jugend)

2008
- Niederländischer Meister – Punktefahren (Junioren)
- Niederländischer Meister – Zweier-Mannschaftsfahren (Junioren) (mit Barry Markus)

2011
- U23-Europameisterschaft – Zweier-Mannschaftsfahren (mit Nick Stöpler)
- Sechstagerennen in Tilburg mit Nick Stöpler

2013
- Niederländischer Meister – Scratch

2014
- Sechstagerennen Amsterdam (mit Niki Terpstra)
- Niederländischer Meister – Zweier-Mannschaftsfahren (mit Dylan van Baarle)

2015
- Niederländischer Meister – Zweier-Mannschaftsfahren (mit Dylan van Baarle)

2017
- Berliner Sechstagerennen (mit Wim Stroetinga)
- Niederländischer Meister – Punktefahren, Zweier-Mannschaftsfahren (mit Wim Stroetinga)

2018
- Berliner Sechstagerennen (mit Wim Stroetinga)
- Londoner Sechstagerennen (mit Wim Stroetinga)
- Niederländischer Meister – Punktefahren

2019
- Europaspiele – Zweier-Mannschaftsfahren (mit Jan-Willem van Schip)
- Derny-Europameisterschaft – Derny (hinter René Kos)
- Europameisterschaft – Zweier-Mannschaftsfahren (mit Jan-Willem van Schip)

2020
- Weltcup in Minsk – Omnium, Zweier-Mannschaftsfahren (mit Jan-Willem van Schip)
- Sechstagerennen von Rotterdam (mit Wim Stroetinga)

2021
- Europameister – Zweier-Mannschaftsfahren (mit Jan-Willem van Schip)
- Niederländischer Meister – Ausscheidungsfahren, Punktefahren, Scratch, Zweier-Mannschaftsfahren (mit Cees Bol)

2022
- Nations’ Cup in Milton – Zweier-Mannschaftsfahren (mit Jan-Willem van Schip)
- Weltmeister – Punktefahren

2023
- Weltmeister – Zweier-Mannschaftsfahren (mit Jan-Willem van Schip)

2024
- Niederländischer Meister – Derny (mit Jos Pronk)

2025
- Sechstagerennen von Pordenone (mit Roy Eefting)

### Straße
2012
- eine Etappe Tour de Normandie

2013
- ZLM Tour
- Himmerland Rundt

2014
- Antwerpse Havenpijl